# جاسلین پل
جاسلین پل (انگلیسی: Jocelyn Paul؛ زادهٔ ۳ ژانویهٔ ۱۹۶۴) نظامی اهل کانادا است، که هم‌اکنون به‌عنوان فرمانده ارتش کانادا فعالیت می‌کند. وی در جنگ افغانستان حضور داشت و فرماندهی لشکر ۴ کانادا را برعهده داشت.